# 二阶导数的对称性
二阶导数的对称性，也称为混合导数的相等，或杨定理（英語：Young's theorem），指取一个n元函数
{\displaystyle f(x_{1},x_{2},\dots ,x_{n})}
的偏导数可以交换。如果关于{\displaystyle x_{i}}的偏导数用一个下标{\displaystyle i}表示，则对称性断言二阶偏导数{\displaystyle f_{ij}}满足等式
{\displaystyle f_{ij}=f_{ji}}
从而它们组成一个n×n 对称矩阵。

## 黑塞矩阵是典型对称的
f的二阶偏导数称为f的黑塞矩阵。主对角线之外的元素是混合导数；即关于不同两个变量相继之导数。
在最正常的情形黑塞矩阵实际上是对称矩阵；但从数学分析的观点来看这不是一个安全的论述，在特定一个点除了二阶导数的存在之外还需进一步的假设。克莱罗定理给出了关于f的一个充分条件使其成立。

## 对称性的正式表述
用符号表示，对称性说，例如
{\displaystyle {\frac {\partial }{\partial x}}\left({\frac {\partial f}{\partial y}}\right)={\frac {\partial }{\partial y}}\left({\frac {\partial f}{\partial x}}\right)}。
这个等式也可写成
{\displaystyle \partial _{xy}f=\partial _{yx}f}。
或者，此对称性可利用微分算子Di写成一个代数论述，Di是关于xi取偏导数：
Di . Dj = Dj . Di.
由这个关系得知由Di生成的常系数微分算子环是交换的。但须自然地设定这些算子的一个定义域。容易验证对单项式对称性成立，从而我们可取xi的多项式为定义域。事实上光滑函数也行。

## 克莱罗定理
在数学分析中，克莱罗定理（Clairaut's theorem）或施瓦兹定理（Schwarz's theorem），以亚历克西·克莱罗与赫尔曼·施瓦兹命名，断言如果
{\displaystyle f\colon \mathbb {R} ^{n}\to \mathbb {R} }
在{\displaystyle \mathbb {R} ^{n}}中任何一点  {\displaystyle (a_{1},\dots ,a_{n})}有连续二阶偏导数，则对{\displaystyle \forall i,j\in \mathbb {N} \backslash \{0\}:i,j\leq n,}
{\displaystyle {\frac {\partial ^{2}f}{\partial x_{i}\,\partial x_{j}}}(a_{1},\dots ,a_{n})={\frac {\partial ^{2}f}{\partial x_{j}\,\partial x_{i}}}(a_{1},\dots ,a_{n}).}
换句话說，这个函数在那一点的偏导数交换。确立这个定理的一个简单方法（当n = 2, i = 1，且j = 2，很容易推到一般）是运用格林定理求f的梯度。

### 克莱罗常数
这个定理的一个副产品是克莱罗常数（Clairaut's constant，亦称卡罗拉公式或克莱罗参数），涉及球面大圆上一点的维度与方位角。一个特定大圆等于它在赤道处的方位角，或弧道路，{\displaystyle {\widehat {\mathrm {A} }}\,\!}：
{\displaystyle \sin({\widehat {\mathrm {A} }})={\Big |}\cos(\phi _{q})\sin({\widehat {\alpha }}_{q}){\Big |}.\,\!}

## 分布理论描述
也可利用分布理论回避有这种对称性的解析问题。首先任何函数的导数（假设可积）可以定义为一个分布。第二分部积分将对称性问题丢给测试函数，这是光滑的当然满足对称性。从而，在分布的意义下，对称性总满足。（另一个方法，若定义了函数的傅立叶变换，注意到在变换中偏导数成为更显然交换的乘法算子）。

## 对称性的要求
当函数不满足克莱洛定理的前提的时候，例如其导数不连续，则不存在对称性。
展示非對稱的一個例子如下：
{\displaystyle f(x,y)={\begin{cases}{\frac {xy(x^{2}-y^{2})}{x^{2}+y^{2}}}&{\mbox{ for }}(x,y)\neq (0,0)\\0&{\mbox{ for }}(x,y)=(0,0).\end{cases}}}

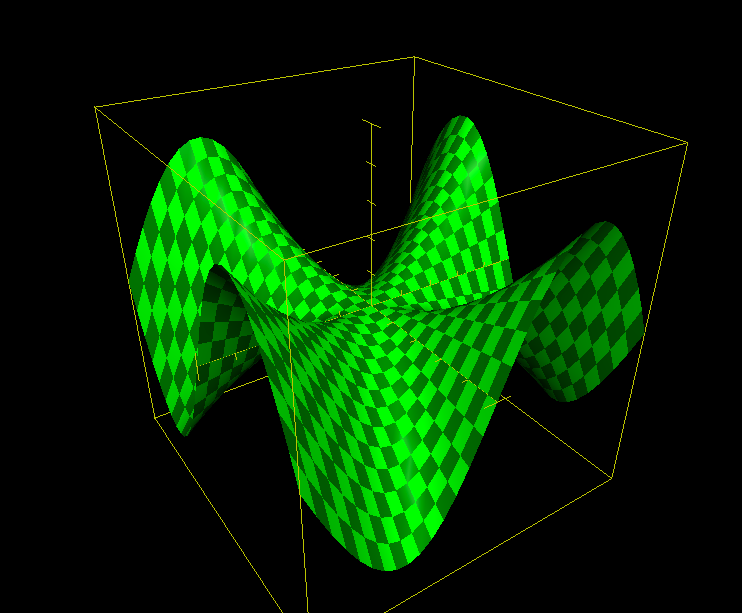
这个函数在它的原点没有对称的二阶导数

尽管这个函数处处连续，但它的代数导函数在原点没有定义。沿着x轴的其他地方y的导数为{\displaystyle \partial _{y}f|_{(x,0)}=x}，所以
{\displaystyle \partial _{x}\partial _{y}f|_{(0,0)}=\lim _{\epsilon \rightarrow 0}{\frac {\partial _{y}f|_{(\epsilon ,0)}-\partial _{y}f|_{(0,0)}}{\epsilon }}=1}。
反之亦然，沿着y轴的其他地方x的导数为{\displaystyle \partial _{x}f|_{(0,y)}=-y}，所以{\displaystyle \partial _{y}\partial _{x}f|_{(0,0)}=-1}。那就是说，在(0,0)处{\displaystyle \partial _{xy}f\neq \partial _{yx}f}，尽管f的混合導數存在，且在{\displaystyle (0,0)}之外處處連續。注意到它與克莱罗定理并不矛盾，因為導數在(0,0)不連續。一般地，極限運算的交換未必交換，兩個變量情形下，在(0, 0)附近考慮
{\displaystyle f(h,k)-f(h,0)-f(0,k)+f(0,0)}
的兩個極限過程，先令h → 0以及先令k → 0。這兩個過程未必交換（參見極限運算的交換）：看最先作用的那個一階項。可以構造出二階導數的對稱性不成立的病態例子。若導數作為施瓦茲分布是對稱的，這類例子屬于實分析中的精細理論，逐点值在其中起作用。当看作一个分布的时候，二阶导数值可以在任意点集中的改变，只要Lebesgue测度为{\displaystyle 0}。由于在这个例子中，黑塞矩阵在{\displaystyle (0,0)}外所有点对称，Hessian矩阵看作施瓦茨分布是对称的事实，不存在矛盾。

## 李理论
更高级的一个讨论是这样的：考虑一阶微分算子Di为欧几里得空间中的无穷小算子。即Di在某种意义下生成平行于xi-轴平移的单参数群。显然这些群互相交换，从而我们希望无穷小生成元也交换；李括号
[Di, Dj] = 0
便是其反映的方式。或者说，一个坐标关于另一个坐标的李导数是零。